# Іванов Михайло Михайлович
Михайло Михайлович Іванов (рос. Михаил Михайлович Иванов; нар. 17 квітня 1935, Москва, СРСР) — радянський та російський футболіст та хокеїст з м'ячем, нападник, тренер, футбольний функціонер.

## Життєпис
Вихованець московського футболу. У 1952 році закінчив ремісниче училище, в 1953-1954 років у складі команди «Трудові резерви» грав на першість Центральної ради профспілок, став володарем Кубка ЦК профспілок. У 1954 році перейшов у команду ленінградських одноклубників, за яку в 1955-1956 роках провів 9 матчів, забив 2 м'ячі в класі «А» і 30 ігор, 4 голи в 1957 році в класі «Б». 1958 рік провів у команді класу «А» «Адміралтієць» — 21 матч, 3 голи. 1959 рік провів знову в «Трудових резервах» — 16 матчів, 1 гол у класі «Б», наприкінці сезону перейшов у «Зеніт», в складі якого в 1960-1961 роках забив 11 м'ячів у 35 матчах.
Потім грав за команди «Дніпровець» Дніпродзержинськ (1962-1963), «Шахтар» Донецьк (1963), «Зоря» Луганськ (1964), «Знамя» Ногінськ (1965). У 1966-1967 грав за «Сокіл» Ленінград, а в 1970 був граючим тренером команди.
У 1957-1958 роках виступав за збірну команду класу «Б». Володар «Кубку Балтійського моря» (1959). Чемпіон Ленінграда 1958 року по хокею з м'ячем.
У 1960 році Іванов вступив до школи тренерів при ГОЛІФК імені П. Ф. Лесгафта, яку закінчив у 1964 році. Працював відповідальним секретарем спортивної федерації Всеросійського товариства сліпих (1993-1999), федерації футболу інвалідів (1997-2000). Провідний спеціаліст з фізичної культури і спорту Всеросійського товариства сліпих (1983-1999). Автор книги «Спортивні ігри для незрячих» (1990).

## Досягнення
- Майстер спорту СРСР (1960)
- Заслужений працівник фізичної культури РФ (1995)
- Почесний знак «За заслуги в розвитку фізичної культури й спорту» (1996)